# Daga Gregorowicz
Daga Gregorowicz, właśc. Dagmara Gregorowicz (ur. 27 kwietnia 1983 w Poznaniu) – polska wokalistka, DJ-ka, kompozytorka, założycielka i menedżerka zespołu Dagadana, dziennikarka muzyczna. 

## Życiorys
Pochodzi z Wielkopolski. Uczyła się w Szkole Podstawowej nr 58 w Poznaniu. Chciała zostać aktorką w czasach szkoły podstawowej i średniej –  chodziła do IV Liceum Ogólnokształcącego im. Komisji Edukacji Narodowej w Poznaniu. Studiowała geoinformatykę – ukończyła studia na Wydziale Nauk Geograficznych i Geologicznych Uniwersytetu im. Adama Mickiewicza w Poznaniu (2002–2007) – jest magistrem geografii. Nie ma wykształcenia muzycznego  – po założeniu Dagadany ukończyła z wyróżnieniem dwuletnie Studium Piosenkarskie im. Czesława Niemena w Poznaniu (2007–2009). Jest menedżerką zespołu Dagadana. Działa w stowarzyszeniu Ukraińska Wiosna w Poznaniu, dołączyła także do Fundacji Poland Helps Poland, która pomaga wiosce na Kiribati. Prowadziła audycję pt. Kiribati w Radiu 357 w latach 2021–2022 oraz audycję o Ukrainie pt. My z Wami z Daną Vynnytską w marcu 2022 roku. 
Mieszka w Poznaniu.

## Poglądy
Określa siebie jako osobę wierzącą – chrześcijankę. Sprzeciwia się rosyjskiej agresji na Ukrainę i aktywnie działa na rzecz osób dotkniętych wojną. Strajki kobiet w Polsce uznała za potrzebną inicjatywę (zob. Ogólnopolski Strajk Kobiet).

## Kariera muzyczna
W młodości śpiewała w chórze. Zainteresowanie muzyką alternatywną rozwinęło się u niej po zapoznaniu się z twórczością zespołu Voo Voo, zwłaszcza z płyty Trójdźwięki (pierwszą płytą Voo Voo, z jaką się zetknęła był album Rapatapa-to-ja); prowadziła fanklub zespołu Voo Voo. Jej artystyczną mistrzynią jest Anna Chuda, artystka ludowa z Biskupizny. Muzykowała z zespołem The Ślub, którego liderem jest Wacław Węgrzyn. Tomasz Gwinciński zapoznał ją m.in. ze sprzętem do efektów głosowych, koncertowała jako wokalistka razem z jego zespołem w 2007 roku. Za namową Karima Martusewicza wzięła udział w warsztatach wokalnych (International Summer Jazz Academy) w Krakowie, gdzie poznała Danę Vynnytską i Mikołaja Pospieszalskiego. 
Współtworzyła trio Dobre bo Dobre. Występowała m.in. z Renatą Przemyk, współpracowała m.in. z Grabkiem (duet Degradazia), Tomaszem Gwincińskim, Deus Meus, R.U.T.Ą., Michałem Kowalonkiem, Olgą Szomańską.
Jej śpiew wykorzystano w animowanym filmie krótkometrażowym White crow (2011).
W 2021 roku zaśpiewała w utworze Bartka Milera pt. Sopra inspirowanym twórczością Henryka Wieniawskiego. W tymże roku brała udział jako prowadząca w Song Writing Camp Poland. Występuje także jako DJ-ka.

## Albumy
Uczestniczyła w nagraniach 14 albumów studyjnych. Oprócz albumów Dagadany (zob. dyskografia Dagadany) wzięła udział w nagraniu albumów:
- Tomasz Gwinciński – Klub Samotnych Serc Pułkownika Tesko (2007)[2]
- Grabek – 8 (2017)[25]
- Michał Kowalonek – O miłości w czasach powstania (2019)[26]
- Provinz Posen – Provinz Posen (2019)[27] – śpiew (gościnnie)[28]
- Lunatycy Martwej Dyskoteki – LMD (2022)[29][30]